# Amitus granulosus
Amitus granulosus är en stekelart som beskrevs av Macgown och Nebeker 1978. Amitus granulosus ingår i släktet Amitus och familjen gallmyggesteklar. Inga underarter finns listade i Catalogue of Life.